# Gouvernement Duncan IV
Pour les articles homonymes, voir Gouvernement Duncan.
Seconde République
Ahoussou-Kouadio Duncan V
Le quatrième gouvernement Daniel Kablan Duncan est le 15e gouvernement de la Seconde République ivoirienne.
Le Premier ministre Daniel Kablan Duncan a été nommé par le décret no 2012-1118 du 21 novembre 2012. Les autres membres du gouvernement ont été nommés par le décret no 2012-1119 du 22 novembre 2012.

## Composition
| Image | Fonction                                                |  | Nom                  | Parti |
| ----- | ------------------------------------------------------- |  | -------------------- | ----- |
|       | Président de la République Ministre de la Défense       |  | Alassane Ouattara    | RDR   |
|       | Premier ministre Ministre de l’Économie et des Finances |  | Daniel Kablan Duncan | PDCI  |

### Ministres d'État
| Image | Fonction                                                                       |  | Nom                    | Parti |
| ----- | ------------------------------------------------------------------------------ |  | ---------------------- | ----- |
|       | Ministre de l’Intérieur et de la Sécurité                                      |  | Hamed Bakayoko         | RDR   |
|       | Ministre des Affaires étrangères                                               |  | Charles Koffi Diby     | PDCI  |
|       | Ministre du Plan et du Développement                                           |  | Albert Toikeusse Mabri | UDPCI |
|       | Ministre de l'Emploi, des Affaires sociales et de la Formation professionnelle |  | Dosso Moussa           | RDR   |

### Ministres
| Image | Fonction |  | Nom                                            | Parti          |
| ----- | --- |  | ---------------------------------------------- | -------------- |
|       | Garde des Sceaux, Ministre de la Justice, des droits de l'homme et des libertés publiques                   |  | Mamadou Gnénéma Coulibaly                      | RDR            |
|       | Ministre de l'Intégration africaine et des ivoiriens de l'extérieur                                         |  | Ally Coulibaly                                 | RDR            |
|       | Ministre du Pétrole, des Mines et de l'Énergie                                                              |  | Adama Toungara                                 | RDR            |
|       | Ministre de l'Environnement, de la Salubrité urbaine et du Développement durable                            |  | Rémi Allah Kouadio                             | PDCI           |
|       | Ministre des Infrastructures économiques                                                                    |  | Patrick Achi                                   | PDCI           |
|       | Ministre de la Fonction publique et de la Réforme administrative                                            |  | Gnamien Konan                                  | UPCI           |
|       | Ministre de l'Éducation nationale et de l'Enseignement technique                                            |  | Kandia Camara                                  | RDR            |
|       | Ministre du Commerce, de l'Artisanat et de la Promotion des PME                                             |  | Jean-Louis Billon                              | Sans étiquette |
|       | Ministre de l'Enseignement supérieur et de la Recherche scientifique                                        |  | Ibrahim Bacongo Cissé                          | RDR            |
|       | Ministre des Transports                                                                                     |  | Gaoussou Touré                                 | RDR            |
|       | Ministre des Ressources animales et halieutiques                                                            |  | en cours de création Kobenan Kouassi Adjoumani | PDCI           |
|       | Ministre de la Santé et de la Lutte contre le SIDA                                                          |  | Raymonde Goudou Coffie                         | Sans étiquette |
|       | Ministre de l'Agriculture                                                                                   |  | Sangafowa Coulibaly                            | RDR            |
|       | Ministre de la Construction, du Logement, de l'Assainissement et de l'Urbanisme                             |  | Mamadou Sanogo                                 | RDR            |
|       | Ministre de l'Industrie                                                                                     |  | Jean-Claude Brou                               | Sans étiquette |
|       | Ministre de la Solidarité, de la Famille, de la Femme et de l'Enfant                                        |  | Anne Desirée Ouloto                            | RDR            |
|       | Ministre de la Culture et de la Francophonie                                                                |  | Maurice Bandaman                               | RDR            |
|       | Ministre de la Poste, des Technologies de l'information et de la communication Porte-parole du gouvernement |  | Bruno Nabagné Koné                             | RDR            |
|       | Ministre des Eaux et Forêts                                                                                 |  | Mathieu Babaud Darret                          | Sans étiquette |
|       | Ministre de la Communication Porte-parole adjoint du gouvernement                                           |  | Affoussiata Bamba-Lamine                       | Sans étiquette |
|       | Ministre du Tourisme                                                                                        |  | Roger Kacou                                    | Sans étiquette |
|       | Ministre de la Promotion de la jeunesse, des Sports et Loisirs                                              |  | Alain Michel Lobognon                          | RDR            |

### Ministres délégués
| Image | Fonction                                                                          |  | Nom                | Parti          |
| ----- | --------------------------------------------------------------------------------- |  | ------------------ | -------------- |
|       | Ministre délégué auprès du Président de la République, chargé de la Défense       |  | Paul Koffi Koffi   | RDR            |
|       | Ministre délégué auprès du Premier ministre, chargé de l'Économie et des Finances |  | Kaba Nialé         | Sans étiquette |
|       | Ministre délégué auprès du Premier ministre, chargé du Budget                     |  | Abdourahmane Cissé | Sans étiquette |